# Algete (Madrid)
Algete ist eine Kleinstadt im Nordosten der Autonomen Region Madrid und liegt 38 Kilometer nordöstlich der Stadt Madrid unweit der Nationalstraße I, die ins Baskenland und nach Frankreich führt.

## Geographie

### Geographische Lage
Das Gemeindegebiet liegt in einer Ebene am Fluss Jarama, eingebettet zwischen dem Hochplateau Llano del Campo im Westen und kleineren Hügeln im Osten. Der Ort selbst liegt auf einem Hügel, der von höheren Hügeln überragt wird, die Algete von den Winden schützen.
Die Meereshöhe beträgt zwischen 600 Metern am Jarama und 780 Metern auf ein paar Hügeln im Osten.

### Klima
Das Klima ist subtropisch kontinental, die durchschnittlichen Temperaturen bewegen sich zwischen einem Minimum von 4 °C im Winter und einem Maximum von 35 °C im Sommer.

### Flora und Fauna
Der Baumbestand setzt sich im Wesentlichen aus Steineichen zusammen, obwohl diese immer weiter zurückgehen. An den Bächen finden sich vereinzelt Eschen und Pappeln; es gibt Mandelbäume und Olivenhaine, die jedoch nicht industriell genutzt werden. Auf Hügeln und Wiesen ist Ginster und Thymian anzutreffen, ferner Filziges Brandkraut. In bewaldeten Zonen gibt es eine vielfältige Niedrigvegetation wie z. B. weißstängeliger Spargel, Margeriten, Nesseln. Der früher reiche und vielfältige Tierbestand (Wildschweine, Hasen, Kaninchen, Rebhühner, Wachteln) wurde durch die Jagd dezimiert. Am charakteristischsten für die Markung von Algete ist die für das Jaramagebiet typische Vogelwelt, wozu der Wiedehopf, der Bienenfresser und die Rotdrossel zählen; hinzu kommen weitere Wirbeltiere wie Kröten, Frösche, Schlangen und Eidechsen.

## Geschichte
An der Stelle des heutigen Algete wurden Funde aus der Jungsteinzeit gemacht. Später siedelten hier die Römer und die Westgoten.  Das erste Dokument stammt von 720 n. Chr. aus der Zeit der Eroberung der Iberischen Halbinsel durch die Araber unter Tariq ibn Ziyad. Dieser legte auf dem Weg nach Norden auf dem Hügel von Algete eine Garnison mit dem Namen Al-Satt an, um von da aus den Fluss Jarama zu überwachen. Diese Garnison unterstand vermutlich dem Königreich Toledo. Ab 1081 begann die Eroberung der Jaramasenke durch Alfons VI., der die muslimische Bevölkerung zum Großteil vertreiben ließ.
Im 16. Jahrhundert erhielt Algete das Stadtrecht. Aus dieser Zeit stammt die heutige Pfarrkirche, die vermutlich eine romanische Vorgängerkirche ersetzte. Unter Papst Gregor XIII. gelangte Algete aus dem Besitz des Erzbistums Toledo an den spanischen König Philipp II., der die Stadt an García Hurtado de Mendoza, den Marquis von Cañete und Vizekönig von Peru verkaufte.

## Kultur und Sehenswürdigkeiten

### Bauwerke
Die typische Hausform bestand früher aus Ziegelstein oder toledanischem Verbundgemäuer (Ziegelsteine mit Lehm allein oder mit Kieselsteinen). Sie waren meistens eingeschossig und hatten gebogene Dächer mit einer Neigung von ca. 40 % und Vordächern, unter denen die Schwalben nisteten. Die Holztüren bestanden aus breiten Brettern oder quadratischen Paneelen mit großen Nägeln, an den Fenstern befanden sich schmiedeeiserne Gitter. Zweigeschossige Häuser hatten gewöhnlich eine Terrasse oder eine Galerie mit Holzgeländer oder Balkone mit schmiedeeisernem Geländer. Im alten Ortskern gibt es noch einige wenige Beispiele dieses Haustyps. In den letzten Jahrzehnten wurden vor allem Mehrfamilienhäuser errichtet; in den letzten Jahren geht die Tendenz zu Reihenhäusern.

## Wirtschaft und Infrastruktur
Die Bevölkerungszahl blieb zwischen dem 16. Jahrhundert und den 1970ern mit rund 2.000 Einwohnern weitgehend stabil. Von da an wuchs sie enorm auf 20.767 am 1. Januar 2022. Die traditionelle Beschäftigung im Ort war die Landwirtschaft, die heute vom Dienstleistungssektor und kleinen Gewerbebetrieben verdrängt worden ist. Ein Großteil der Bevölkerung hat einen Arbeitsplatz in Madrid oder auf dem Flughafen Madrid-Barajas, der seit Eröffnung des Terminals 4 nur noch 20 Kilometer entfernt ist.

## Söhne und Töchter der Stadt
- Benito Murúa y López (1846–1912), Geistlicher, römisch-katholischer Bischof von Lugo und Erzbischof von Burgos
- Ofelia Nieto (1898–1931), Sängerin